# شوگو ساساکی
شوگو ساساکی (ژاپنی: 佐々木 翔悟؛ زادهٔ ۲۵ ژوئیهٔ ۲۰۰۰) یک بازیکن فوتبال اهل ژاپن است.
از باشگاه‌هایی که در آن بازی کرده‌است می‌توان به باشگاه فوتبال کاشیما آنتلرز و باشگاه فوتبال ایواته گرولا موریوکا اشاره کرد.